# National Beef Packing Company
National Beef Packing Company é uma empresa americana de produtos alimentícios, foi fundada em 1992e em 2013 possuía mais de 9.000 funcionários e 6 unidades industriais.
A companhia atua em processamento de carne e transporte e abastecimento de alimentos para os seus clientes, a empresa possui 1.200 carretas em 5 estados americanos.
Em março de 2008 o grupo brasileiro JBS anunciou que iria comprar a National Beef Packing Company por 560 milhões de dólares, porém em outubro de 2008 o Governo dos Estados Unidos barrou essa operação alegando que se essa aquisição acontecesse a concorrência no setor de carnes diminuiria no país e que os consumidores americanos poderiam pagar mais caro pelos produtos, já que a concorrência seria menor. Depois de várias brigas com o governo americano, em fevereiro de 2009 a JBS anunciou que desistiria de comprar a  National Beef Packing Company.
Em 2011, a National Beef Packing Company era a quarta maior empresa de carne processada dos Estados Unidos.
Em dezembro de 2011, um conglomerado empresarial americano, a Leucadia National, adquiriu 79% da National Beef Packing Company por 867,9 milhões de dólares.
Em janeiro de 2014 a empresa fechou a sua única unidade industrial no estado da Califórnia, a justificativa foi a diminuição de gado disponível para abate.
Em abril de 2018, a brasileira Marfrig anunciou a aquisição de 51% da National Beef Packing Company, tornando-se o 2.º maior produtor de carne bovina processada do mundo.

## Produtos
A companhia produz alimentos derivados da carne bovina, produtos alimentícios frescos e congelados e também oferece insumos para o gado, como: milho, pastagem, capim e outros.

## Marcas

### Marcas de valor agregado
- Black Canyon Angus Beef
- Certified Angus Beef
- NatureSource Natural Beef
- Certified Premium Beef
- Black Canyon Premium Reserve
- Certified Hereford Beef
- Naturewell Natural Beef
- National Beef Prime
- Corned Beef Program

### Outras marcas
- Case Ready Trim
- Ground Beef Program
- Fresh Chilled Variety Meats
- Case Ready Program
- Commodity
- Corned Beef Program
- Retail Ready Program
- Edge Item Program
- Food Service Patties